# Cologno Monzese
Cologno Monzese település Olaszországban, Lombardia régióban, Milano megyében. Lakosainak száma 46 707 fő (2023. január 1.). Cologno Monzese Brugherio, Cernusco sul Naviglio, Milánó, Sesto San Giovanni és Vimodrone községekkel határos.
A milánói metró 2-es vonala északkeleti ágának végállomása. Itt van a Mediaset kereskedelmi televíziótársaság székhelye.

## Népesség
A település lakossága az elmúlt években az alábbi módon változott:
| Lakosok száma | 47 544 | 47 751 | 47 720 | 46 707 |
|               | 2013   | 2017   | 2018   | 2023   |